# Кирх, Мария
Мария Кирх (нем. Maria Margaretha Winkelman Kirch, 25 февраля 1670 — 29 декабря 1720) — немецкая астроном. Жена астронома Готфрида Кирха и мать астрономов Кристфрида, Кристины и Маргареты Кирх.

## Биография
Мария Маргарета родилась в 1670 г. Она была дочерью лютеранского священника. В 13 лет осталась круглой сиротой, получила частное образование — от отца и шурина Юстинуса Тёллера, землевладельца и астронома, жившего неподалёку в Зоммерфельде. Вероятно, благодаря этому она познакомилась с Готтфридом Кирхом, за которого вышла замуж 8 мая 1762 г. Готтфрид приобрёл в её лице не только жену и мать своих шестерых детей, но и помощницу в астрономических наблюдениях и расчётах календаря, в те времена неотделимых от астрологии.
После нескольких лет жизни в Лейпциге и Губене Кирхи в 1790 г. переехали в Берлин, где Готтфрид получил учреждённую должность astronomo ordinario. Ему были поручены вычисления и корректировка календарей, и Маргарета была для него существенным подспорьем. Самостоятельно ведя астрономические наблюдения, она открыла комету C/1702 H1. В период 1709—1711 гг. Мария Маргарета Кирх написала три трактата по астрологии. Её работы по астрономии изданы не были, а вошли в работы её мужа и сына.
После смерти мужа в 1710 г. Марии не дали возможности занять должность astronomo ordinario. Её прошения предоставить работу в Прусской академии наук были отклонены, несмотря на признание её достижений Готтфридом Лейбницем: она была женщиной, и потому на эту должность назначили Иоганна Генриха Хоффманна. В октябре 1712 г. Мария Маргарета переехала с детьми в Берлин и начала работать в обсерватории барона Бернхардта Фридриха фон Кросигка. Её работы по астрономическим наблюдениям вошли в календари, опубликованные, в частности, в Бреслау и Норнберге.
После смерти Бернхардта Кросигка Мария Маргарете уехала в Данциг, где приняла и реорганизовала обсерваторию Яна Гевелия. В 1716 г. она не приняла предложение Петра I приехать с сыном в Москву и стать астрономом.
Мария Маргарета с Кристфридом приехала в Берлин, где её сын был назначен директором Берлинской обсерватории после смерти Иоганна Хоффманна. Кроме работы над календарём, Мария Маргарета зарабатывала на обеспечении данными астрономических наблюдений других календарей. Сотрудники Академии жаловались на присутствие женщины, и что Мария Маргарета вмешивается в дела. В 1717 г. Марию вынудили покинуть обсерваторию и домик на его территории.
В 1720 г. Мария Маргарета умерла от лихорадки. В её честь назван астероид (9815) Mariakirch.